# Eesti Laul
Eesti Laul is de Estste voorronde van het Eurovisiesongfestival. Tot 2008 stond het festival bekend onder de naam Eurolaul.
De eerste winnaar in 1993 mocht niet onmiddellijk naar het songfestival. Door het groeiende aantal deelnemers uit Oost-Europa werd er eerst een voorselectie georganiseerd. Slechts 3 landen uit Oost-Europa mochten aantreden (dat waren Bosnië en Herzegovina, Kroatië en Slovenië). In 1994 was er geen voorselectie en mocht elk land meedoen. Vanaf dat jaar moesten de laagst scorende landen op het songfestival wel een jaartje overslaan. Estland vaardigde Silvi Vrait af met het liedje Nagu merelaine om 's lands eer hoog te houden. Het bleek een valse start voor Estland op het Eurovisiesongfestival. Het lied eindigde 24ste en kreeg slechts 2 punten. Enkel Litouwen deed het nog slechter met een 25ste plaats en 0 punten. In 1995 mocht Estland dus niet deelnemen, en werd er dus ook geen editie van Eurolaul georganiseerd.
Vanaf 1996 ging het steeds beter voor de Esten. Op een twaalfde plek in 1998 na, eindigde het land tot en met 2002 steevast in de top tien. Geliefd door de Esten was en is Maarja-Liis Ilus, die haar land tweemaal succesvol vertegenwoordigde, met een vijfde en achtste plek als einduitslag. Het grote hoogtepunt voor Estland in de geschiedenis van het Eurovisiesongfestival kwam er echter in 2001 in de Deense hoofdstad Kopenhagen. Tegen alle verwachtingen in wisten Tanel Padar & Dave Benton samen met Soul Militia de overwinning voor Estland binnen te halen met Everybody. Een jaar later, in eigen land, werd Sahlene nog mooi derde met Runaway.
Daarna ging het echter steil bergaf met Estland op het songfestival. In 2004 stuurde Estland voor het eerst sinds de vrije taalregel geen liedje in het Engels, maar in het Võro, een Ests dialect dat model staat voor de elfentaal uit The Lord of the Rings. Tii werd twaalfde in de halve finale, terwijl enkel de eerste tien naar de finale mochten. De hierop volgende vier edities werd Estland steevast uitgeschakeld in de halve finale. In 2009 werd deze trend eindelijk doorbroken. Urban Symphony wist de finale te bereiken met het Eststalige Rändajad. Daarin werd Estland knap zesde, en was de hoogst geplaatste act die in de eigen taal zong.

## Lijst van winnaars
| Jaar | Artiest                 | Titel                         | Taal                | Songfestival                                                | Songfestival                                                | Songfestival                                                | Songfestival                                                |
| Jaar | Artiest                 | Titel                         | Taal                | Halve finale                                                | Punten                                                      | Finale                                                      | Punten                                                      |
| ---- | ----------------------- | ----------------------------- | ------------------- | ----------------------------------------------------------- | ----------------------------------------------------------- | ----------------------------------------------------------- | ----------------------------------------------------------- |
| 2009 | Urban Symphony          | Rändajad                      | Estisch             | 3                                                           | 115                                                         | 6                                                           | 129                                                         |
| 2010 | Malcolm Lincoln         | Siren                         | Engels              | 14                                                          | 39                                                          | Niet gekwalificeerd                                         | Niet gekwalificeerd                                         |
| 2011 | Getter Jaani            | Rockefeller Street            | Engels              | 9                                                           | 60                                                          | 24                                                          | 44                                                          |
| 2012 | Ott Lepland             | Kuula                         | Estisch             | 4                                                           | 100                                                         | 6                                                           | 120                                                         |
| 2013 | Birgit Õigemeel         | Et uus saaks alguse           | Estisch             | 10                                                          | 52                                                          | 20                                                          | 19                                                          |
| 2014 | Tanja                   | Amazing                       | Engels              | 12                                                          | 36                                                          | Niet gekwalificeerd                                         | Niet gekwalificeerd                                         |
| 2015 | Elina Born & Stig Rästa | Goodbye to yesterday          | Engels              | 3                                                           | 105                                                         | 7                                                           | 106                                                         |
| 2016 | Jüri Pootsmann          | Play                          | Engels              | 18                                                          | 24                                                          | Niet gekwalificeerd                                         | Niet gekwalificeerd                                         |
| 2017 | Koit Toome & Laura      | Verona                        | Engels              | 14                                                          | 85                                                          | Niet gekwalificeerd                                         | Niet gekwalificeerd                                         |
| 2018 | Elina Netšajeva         | La forza                      | Italiaans           | 5                                                           | 201                                                         | 8                                                           | 245                                                         |
| 2019 | Victor Crone            | Storm                         | Engels              | 4                                                           | 198                                                         | 20                                                          | 76                                                          |
| 2020 | Uku Suviste             | What love is                  | Engels              | Eurovisiesongfestival geannuleerd vanwege COVID-19-pandemie | Eurovisiesongfestival geannuleerd vanwege COVID-19-pandemie | Eurovisiesongfestival geannuleerd vanwege COVID-19-pandemie | Eurovisiesongfestival geannuleerd vanwege COVID-19-pandemie |
| 2021 | Uku Suviste             | The lucky one                 | Engels              | 13                                                          | 58                                                          | Niet gekwalificeerd                                         | Niet gekwalificeerd                                         |
| 2022 | Stefan                  | Hope                          | Engels              | 5                                                           | 209                                                         | 13                                                          | 141                                                         |
| 2023 | Alika                   | Bridges                       | Engels              | 10                                                          | 74                                                          | 8                                                           | 168                                                         |
| 2024 | 5miinust & Puuluup      | (Nendest) narkootikumidest... | Estisch             | 20                                                          | 37                                                          | 6                                                           | 79                                                          |
| 2025 | Tommy Cash              | Espresso macchiato            | Engels en Italiaans |                                                             |                                                             |                                                             |                                                             |